# Kajukenbo
Il Kajukenbo o Kajukembo è un'arte marziale ibrida, orientata prevalentemente alla difesa personale. Nasce in epoca recente, dalla fusione di cinque stili tra loro differenti. Stile codificato dopo la seconda guerra mondiale in Oahu nelle isole Hawaii, quale metodo di autodifesa contro i criminali ed i soldati della marina americana che avevano preso di mira i locali. Il più importante dei cinque creatori è Adriano Emperado, che dopo alcuni anni è stato invitato negli Stati Uniti, dove lo stile si è largamente diffuso. Il Kajukenbo è per definizione un metodo dove sia le difese sia gli attacchi sono in continuo cambiamento. È un sistema in rapida evoluzione, in grado di appropriarsi di qualunque tecnica utile.

## Storia

### Gli stili che compongono il Kajukenbo
Gli stili che lo compongono danno anche l'origine alla sua definizione:
- Ka - Il tangsudo, o stile coreano del karate.
- ju - il jūdō ed il jujitsu, di origine giapponese
- ken - il kenpō o il kempo, di origine cinese e giapponese
- bo - il pugilato (boxe) americano, e il wushu o kungfu cinesi.

### I fondatori del Kajukenbo
Cinque maestri delle arti marziali diverse si riunirono per completare la loro idea:
- Peter Young Yil Choo - Campione hawaiano di pugilato e maestro di tangsudo
- Joseph Holck - Maestro di judo Kodokan e di jujitsu di Danzan Ryu
- Frank Ordoñez - Maestro di judo Kodokan e di jujitsu di Sekeino
- Adriano Emperado (chiamato "sijo" - "il fondatore") - Maestro di Kempo di Kara-ho e di Eskrima
- George "Clarence" Chang - Maestro di pugilato cinese Shaolin (Sil Lum kung fu, nord e del sud)

### 1945-1959
Tra il 1945 ed il 1947 i fondatori della disciplina avevano sintetizzato le loro conoscenze con la pratica. Avevano studiato in dettaglio tutte le possibili tipologie di aggressione che un individuo avrebbe potuto subire nella realtà. Più tardi hanno deciso di chiamare questo sistema "Kajukenbo". Inoltre decisero anche di creare la Società delle Cinture Nere e simultaneamente l'istituto dell'Autodifesa di Kajukenbo. Con il tempo, ciò che loro avevano insegnato, si era trasferito sulla Costa del Pacifico degli Stati Uniti: infatti, nel 1958, alla base d'aria di Travis in California, il maestro Aleju Reyes apre la prima scuola al di fuori delle isole Hawaii, e diede speciali lezioni ai membri dell'esercito dell'aria degli Stati Uniti d'America. Uno di questi membri era il professore Richard Peralta che nel 1959 inizio a praticare il Kajukenbo.
Nel 1959 il Sijo Emperado ha aggiunto le tecniche del Wushu al Kajukenbo, cambiando l'arte marziale in una combinazione fluente di tecniche "dure" e tecniche "molli".

### Dopo 1959
Charles Gaylord, Ramos Tony ed Aleju Reyes, che avevano ricevuto le cinture nere da Emperado, hanno trasmesso il kajukenbo al continente americano. Ciascuno di loro apre la sua propria scuola in California. Nel 1969, Tony Ramos ha praticato con Bruce Lee ed ha scambiato con lui le sue tecniche. Aleju Reyes morì nel 1977 e Tony Ramos nel 1999 alle Hawaii. Charles Gaylord aveva personalizzato la tecnica inventando il cosiddetto "Metodo Gaylord". È attualmente presidente dell'Associazione del Kajukenbo dell'America ed ha ereditato l'arte del suo sijo.
La sua diffusione nel resto del mondo abbastanza modesta, è legata principalmente all'iniziativa di singoli individui che l'hanno trasferita nei luoghi ove si trovavano per motivi di servizio. Maestro di tale arte è stato Kenzo Roroi, co protagonista di alcuni film.

### Il Kajukenbo ora
Attualmente, il Kajukenbo annovera più tecniche di prese e più proiezioni di altre scuole di Kenpo. Le tecniche di difesa di tale arte marziale, sono una fusione di colpi presi dai diversi stili, che, in una sequenza micidiale, conduce all'immobilizzazione, spesso definitiva, dell'avversario. Include: leve alle articolazioni, collegamenti tra due ossa, colpi bassi, e attacchi con l'aiuto di diverse combinazioni. Anche se contiene certi aspetti della competizione, si concentra principalmente sul vero combattimento e sul significato delle analisi pratiche. In generale, le persone che praticano il Kajukenbo pensano che le azioni considerate eticamente "disgustose e estremamente sgradevoli", come i colpi negli occhi o nel genitali, possono essere permesse, se aiutano con la difesa contro l'aggressore. La maggioranza di scuole del Kajukenbo evita i trucchi ed i movimenti, spettacolari ma poco pratici. I piani di studi includono diversi contrattacchi contro i colpi con di pugno, contro i coltelli, contro i bastoni, contro l'arma da fuoco e contro prese di lotta.
Anche se i diversi tipi del Kajukenbo hanno origine da una base comune, sono possibile delle variazioni. Tale arte marziale è basata su quattro stili diversi. È impossibile incorporarli interamente: la specializzazione è inevitabile. Un approccio aperto spinge pertanto le scuole di Kajukenbo ad incorporare nella sua pratica colpi e tecniche provenienti da altre arti marziali. Gli esempi sono l'Escrima filippina e l'Aikidō giapponese.
Certe scuole di Kajukenbo dirigono l'attenzione a 26 forme ("Kata") fondamentali. Tali Kata erano stati suddivisi in 13 "Pinyans" e 13 "Concentrazioni". Ognuna possiede il suo nome specifico: per esempio, la prima è chiamata "il colpo della gru/l'artiglio della tigre". Il nome di ogni "Concentrazione" descrive il suo movimento caratteristico. Allora, la prima concentrazione include un colpo della gru ed un artiglio della tigre. Queste sequenze sono incorporate in Kajukenbo per migliorare le capacità dello studente. Ogni movimento in queste forme ha il suo significato. Per esempio, il primo movimento nella "Pinyan 1" è un colpo esterno destro che si porta durante il movimento nella posizione di flessione all'indietro. Questo movimento può essere applicato per bloccare un colpo con un pugno. Queste sequenze si concentrano anche nel combattimento che vede di fronte più di un avversario.
La Kajukenbo Prayer, di Frank Ordonez, include una consistente pratica mistica, pratica che manca alla maggior parte delle scuole. Agli studenti di questa arte marziale, viene nel corso del tempo insegnato che il Kajkenbo si basa su tre elementi fondamentali: spirto, mente e corpo. Nel corso degli insegnamenti gli studenti e l'istruttore nello stesso modo aprono le loro mani per rappresentare la pace; poi salutano con una riverenza per esprimere il rispetto. Il saluto viene praticato in molte scuole: nello stesso modo, sia gli studenti che gli istruttori, quando entrano in palestra, salutano le persone che hanno raggiunto il livello di cintura nera.

## I gradi ed i titoli
| Cintura     | Tempo approssimativamente (mese) |
| ----------- | -------------------------------- |
| bianca      | 4                                |
| gialla      | 5                                |
| arancione   | 6                                |
| porpora     | 7                                |
| blu         | 8                                |
| verde       | 9                                |
| marrone III | 6                                |
| marrone II  | 6                                |
| marrone I   | 6                                |
| nera        | 12                               |

I gradi ed i titoli sono diversi in alcune scuole. Le persone che hanno raggiunto il livello di cintura nera, avevano ricevuto titoli di origine cinese: 
- Sijo (in cinese: "il professore, il fondatore") è il grado più alto. Rappresenta il fondatore della scuola. Questo titolo è usato da Adriano Emperado.
- Sigung ("il grande padre") rappresenta l'insegnante degli insegnanti - il sesto grado di maestria o sopra.
- Sifu ("il padre") rappresenta l'insegnante - dal terzo al quinto grado di maestria.
- Sibak ("il fratello più vecchio") rappresenta l'assistente dell'insegnante - la persona che aiuta nell'istruzione - sotto il terzo grado di maestria.

Le persone che hanno cinture nere dell'ottavo grado sono titolati "i professori", il nono grado di maestria è "il grande maestro" (grandmaster).